# Carlos Alcides González
Carlos Alcides González (* 11. November 1963 in Seguí) ist ein ehemaliger argentinischer Fußballspieler und heutiger -trainer.

## Karriere

### Spieler
Von 1987 bis 1990 spielte er bei Unión de Santa Fe und wechselte danach nach Chile, wo er sich ab 1991 dem CD Cobreloa anschloss und dort bis 1992 spielte. Mit diesen wurde er in diesem Jahr dann auch Meister. Danach wechselte er weiter zu Deportes Iquique, wo er im Jahr 1993 spielte. Mit dem Jahr 1994 kehrte er wieder nach Argentinien zurück, wo er nun Atlético de Rafaela angehörte und hier bis 1995 spielte. Innerhalb dieses Jahres zog es ihn weiter zu Huracán de Corrientes, wo er wiederum bis ins Jahr 1997 spielte, danach war seine letzte Station wieder Rafaela, bevor er im Jahr 2000 seine Karriere als Spieler beendete.

### Trainer
Nach dem Ende seiner Spielerkarriere wechselte er ins Trainerteam um Gustavo Alfaro, den er nach ersten Stationen bei CA Belgrano und Olimpo de Bahía Blanca weiter bei Quilmes, San Lorenzo, Arsenal de Sarandí, Rosario Central, al-Ahli, CA Tigre, Gimnasia, Huracán und Boca Juniors als Co-Trainer begleitete. Seit August 2020 ist er im Trainerstab der ecuadorianischen Nationalmannschaft beschäftigt.

## Erfolge
Cobreloa
- Chilenischer Meister: 1992